# Стохастичний експеримент
Стохастичними називають експерименти, наслідки яких (події) є недетермінованими (результат яких неможливо передбачити до проведення експерименту), але який можна повторити в незалежний спосіб будь-яке число разів. 
Стохастичний експеримент є основним об'єктом вивчення теорії ймовірностей.
Фіксований результат стохастичного експерименту, який не можна виразити через сукупність інших результатів, називається елементарною подією.
Стохастичними експериментами можуть бути, наприклад, підкидання кубика, монетки, підрахунок кількості студентів що прийшли на лекцію, чи спроба підключення до інтернету (ви ніколи не можете бути впевненими що підключитись вдасться, поки не спробуєте).